# Toyota Gazoo Racing Europe GmbH
Toyota Motorsport GmbH (hasta 1993: Toyota Team Europe) es una división de Toyota con base en Colonia, Alemania. Actualmente provee servicios de automovilismo y automotor tanto a compañeros de empresas de Toyota o a clientes externos.
Desde 1994, TMG desarrolla servicios de tuning para automóviles de serie, ofreciendo vehículos completos o accesorios de tuning.
TMG fue el responsable de los autos de Toyota en el Campeonato Mundial de Rally desde 1972 hasta 1999. En 1999 la compañía detuvo de manera oficial rally, en orden a preparar el cambio a hacia la Fórmula 1 el 2002.
Mientras tanto, entraron a las carreras de deportivos y a las 24 Horas de Le Mans: las 24 Horas de Le Mans de 1998 y 1999. El Toyota GT-One fue muy rápido, pero no con mucha suerte, partiendo en la pole pero terminado segundo en 1999.
En 1997, se convirtió en la primera compañía de automovilismo en el mundo en certificarse con el ISO 9001.
Del 2002 al 2009, TMG participó en la Fórmula 1 bajo el nombre de Toyota Racing, comenzando 139 Grandes Premios. En ese tiempo, terminaron en el podio 13 veces, marcando 3 pole position y obtuvieron un total de 278.5 puntos. El 4 de noviembre de 2009, Toyota anunció su salida de la Fórmula 1, sin haber logrado ninguna victoria.
TMG continúa su modelo de negocios, ofreciendo un desarrollo de alto rendimiento, pruebas y facilidades de producción para clientes en el sector del automovilismo y callejero.
Recientemente volvió a las carreras de deportivos como suministrador de motores para los Lola de Rebellion Racing. Para el 2012 volvió con equipo completo para disputar el Campeonato Mundial de Resistencia de la FIA con su Toyota TS030 Hybrid, posteriormente el Toyota TS040 Hybrid y el Toyota TS050 Hybrid.
En 2017, Toyota volverá a competir en el Campeonato Mundial de Rally con un Toyota Yaris WRC.